# Michael Dempsey (tenista)
Michael Henry Dempsey (8 de septiembre de 1956 - 29 de abril de 2009) fue un jugador de tenis de mesa paralímpico estadounidense que compitió en ocho Juegos Paralímpicos. Su mejor puesto fue el número 2 del mundo, en la clasificación 4, en abril de 2001.

## Biografía
Cuando tenía seis meses, los médicos descubrieron que tenía un tumor cutáneo en la espalda. Un médico lo inyectó para detener el crecimiento, pero tuvo anomalías en las piernas cuando el tumor se extendió y se adhirió a su médula espinal, lo que provocó la pérdida de movimiento de las piernas y estuvo en una silla de ruedas de por vida.
Comenzó a jugar al tenis de mesa en 1969. Compitió junto con otros atletas en silla de ruedas "según la función acorde al nivel de lesión de la médula espinal o la fuerza muscular comparable". Dempsey compitió en la categoría de menor discapacidad. El campeón estadounidense en silla de ruedas John Gray llevó a Dempsey, de 13 años, a los Juegos Nacionales en Silla de Ruedas en 1969. Compitió como novato sin embargo, obtuvo con éxito su primera medalla de oro después de vencer a Serge Jelenevsky; este fue la primera de treinta medallas de oro que ganó en su carrera.

## Vida personal
Michael conoció a Shannon Kirk en 1978 mientras ella trabajaba en un banco. Se casaron el 3 de agosto de 1991. Viajaron con frecuencia alrededor del mundo a lugares como Hawái, Nueva Zelanda y Australia. En diciembre de 2003, adoptaron a su hijo Henry de Kazajistán.
Fue incluido en tres salones de la fama por su carrera deportiva: la Asociación Atlética en Silla de Ruedas de Ohio en 1981, el Salón de la Fama del Tenis de Mesa de California en 2001 y el Salón de la Fama de USATT un año después. También fue miembro durante mucho tiempo de la Asociación de Tenis de Mesa de San Diego.

## Muerte
El 29 de abril, Michael voló a Ohio para asistir a una reunión, después estuvo hablando yriendo con otras personas, pero en medio de esta risa sufría de un gran aneurisma cerebral y fue trasladado de urgencia a Riverside Methodist Hospital en San Diego, California donde fue declarado muerto poco después. 